# Ricania subacta
Ricania subacta är en insektsart som beskrevs av Walker 1857. Ricania subacta ingår i släktet Ricania och familjen Ricaniidae. Inga underarter finns listade i Catalogue of Life.